# Густав Херлинг-Груджински
Густав Херлинг-Груджински (на полски: Gustaw Herling-Grudziński) е полски писател, есеист, литературен критик, журналист, войник, затворник в лагерите на Гулаг. Арестуван от НКВД след агресията на Съветския съюз срещу Полша при опит да премине немско-съветската демаркационна линия. Преди войната е симпатизант на Полската социалистическа партия, а след войната се изявява като критик на комунистическата диктатура в Полша и в цяла Централна и Източна Европа. През целия период на комунистическия режим в Полша остава в изгнание като полски политически емигрант. Кавалер е на Ордена на Белия орел.

## Биография
Роден на 20 май 1919 г. в Келце, в полонизирано, но изповядващо юдаизма еврейско семейство, като Гецел (Густав) Херлинг (Груджински), син на Дорота (Добриша) от семейство Бричковски и Якуб (Йосек) Херлинг (Груджински).
През 1919 г. родителите му живеят в Келце, но прекарват много време в близкото Скшелчице, където се намира голямо стопанство – тяхна собственост. Бащата записва раждането на четвъртото си дете (след Еугения, Маурици, наричан Морек и Луция, наричана Сара) едва на 17 юли 1919 г. в регистрите в Далешице.
През 1921 г. стопанството в Скшелчице е продадено и до избухването на войната семейството живее в Келце – майката заедно с децата в Сухедньов, където Якуб Херлинг-Груджински купува голяма мелница и къща. В по-късните си години писателят си спомня Сухедьов със сантимент, в творбата си „Друг свят“ например.
В Келце Густав Херлинг-Груджински учи в училище „Миколай Рей“ (днес Първа гимназия „Стефан Жеромски“ в Келце).
Въпреки волята на баща си (който го убеждава да учи в Главно училище по селско стопанство) в продължение на две години следва полска филология във Варшавския университет и пише за списанията „Атенеум“, „Пьон“, „Нови Вираз“ и редактира седмичника „Орка на Угоже“.
На 15 октомври 1939 г. заедно със свои колеги основава Полска народна акция за независимост (ПЛАН) – една от първите полски конспиративни организации. В продължение на два месеца той е ръководител на организацията. Заминава за Лвов, където временно се ползва от протекциите на Мария Домбровска и Юлиуш Клайнер, след което отива в Гродно, където си намира работа в един куклен театър. През март 1940 г. прави опит да премине в Литва. Оказва се обаче, че хората които е наел да му помогнат за преминаването, са вербувани от НКВД и той бива арестуван веднага след като напуска града. Затворен е в тамошния затвор, където бързо е осъден на 5 години пребиваване в лагер, след което, преминавайки през затворите във Витебск, Ленинград и Вологда, попада в лагера в Ерцево. На 20 януари 1942 г., след драматична гладна стачка, е освободен по силата на действащия от почти половин година договор Шикорски-Майски. По-късно в книгата си „Друг свят“ публикува потресаващи описания на лагерната действителност. На 12 март край Луговое успява да се присъедини към армията на ген. Андерс. Участва в битката край Монте Касино, за което е награден с орден Virtuti Militari.
Майката на Херлиг-Груджински умира от тиф през 1932 г. и е погребана в еврейското гробище в Бодзентин, баща му умира 1943 г., брат му Маурици и сестра му оцеляват през Втората световна война и остават в Полша. Маурици Херлинг-Груджински (адвокат, след войната съдия във Върховния съд на Полската народна република) по време на войната е активист в „Жегота“ (участието си в организацията разкрива едва през 1976) и спасява около 500 евреи. Сестра му Луция е съпруга на полковник Мариан Утник (един от попечителите на Фондация за национална отбрана, обвиняем в процеса Татар-Утник-Новицки).
След войната, през 1945 г., става политически емигрант. Заедно със съпругата си Кристина (с моминска фамилия Стояновска) се премества от Италия в Лондон, където работи като публицист в лондонския седмичник „Вядомошчи“. Съавтор и редактор на месечното издание на „Култура“, член на Литературния институт.
В средата на 1946 г., в Италия, става член на Полската социалистическа партия. Публикува материали в партийните списания „Роботник Полски“ и „Швятло“. През 1948 г. е избран за заместник-член на Централния комитет на Полската социалистическа партия във Великобритания, а на втория конгрес на емиграционната Полска социалистическа партия, проведен в Ленс през 1952 г. е избран в състава на Централния партиен съд. Напуска Полската социалистическа партия през 1960 г., когато в резултат на спорове между социалистите емигранти от партията е отстранен Адам Чолкош.
През 1952 г. съпругата му Кристина се самоубива.
По-късно той сътрудничи на „Комитета за защита на работниците“ (на полски: Komitet Obrony Robotników) и на „Полското споразумение за независимост“ (на полски: Polskie Porozumienie Niepodległościowe). В III Полска Република е активист в партията „Рух Сту“ (на полски: Ruch Stu).
В периода 1952 – 1955 г. работи за радио Свободна Европа в Мюнхен. През 1955 г. се установява за постоянно в Неапол, където се жени за Лидия – дъщеря на Бенедето Кроче. Подписва писмото на полските писатели в изгнание, солидаризиращи се с протестиращите против промените в конституцията на Полската народна република (Писмо 59). Умира на 4 юли 2000 г. от мозъчен кръвоизлив. Погребан е в неаполитанското гробище Поджо Реале. Член е на Сдружението на полските писатели.
През 1990 става лауреат на литературната награда на полския ПЕН клуб „Ян Парандовски“, а през 2000 г. в Краков е отличен с титлата доктор хонорис кауза на Ягелонския университет.
С постановление на президента на Република Полша Александер Квашневски от 5 юни 1998 г. е отличен с Орден на Белия орел като признание за изключителните му заслуги за Република Полша.
В Полската народна република информацията, свързана с Густав Херлинг-Груджински е подлагана на цензура. Името му се намира в специален списък на лицата, на които е напълно забранено да публикуват. Забележките на цензорите относно Груджински отбелязва Томаш Стшижевски, който в книгата си, посветена на цензурата в Полската народна република, публикува информационна бележка № 9 от 1975 г. на Главно учреждение за контрол на пресата, публикациите и спектаклите. Директивите на цензурите относно авторите, забранени за публикуване, съдържат неговото име и гласят: „(...) по отношение на изброените по-долу писатели, учени и публицисти, пребиваващи в емиграция (повечето от които са сътрудници на вражески издателства и на средства за антиполска пропаганда) трябва да се приеме принципа за безусловно елиминиране на техните имена, както и на бележки за тяхното творчество, освен критични такива, в пресата, радиото и телевизията, както и в непериодични издания с ненаучен характер (художествена литература, публицистика, есеистика)“. Творчеството на Густав Херлинг-Груджински се популяризира в Полша едва след 1989 г.

## В негова памет
През 1998 г. е създаден документален филм за Густав Херлинг-Груджински със заглавие „Размисли за добродетелите“ (на полски език „Rozważania o cnotach“). Филмът е реализиран от Александра Чарнецка и Марчин Баран със сътрудничеството на Юзеф Опалски и е излъчен в 10 епизода по програма TVP2 през 1999 г.
През 2009 г. в Ерцево е открит паметник на писателя.
С Решение на Сейма На Република Полша от 20 юли 2018 г. 2019 година е обявена за година на Густав Херлинг-Груджински.

## Литературно творчество
- 1945 „Живи и мъртви“ (на полски: Żywi i umarli) (Рим) – дебютна книга; (Издателство FIS, Люблин 1990 – първо издание в Полша)
- 1951 „Друг свят“ (на полски „Inny świat“) (Лондон, полско издание 1953 г., книгата е издадена на български език през 2001 г., издателство А6, София)
- 1960 „Крилете на олтара“ (на полски „Skrzydła ołtarza“ (Instytut Literacki, Париж)
- 1963 „Второ пришествие и други разкази и скици“ (на полски „Drugie Przyjście oraz inne opowiadania i szkice“) (Instytut Literacki, Париж)
- 1969 „Призраци на революцията“ (на полски „Upiory rewolucji“) (Париж)
- 1973 „Дневник писан нощем 1971 – 1972“ (на полски „Dziennik pisany nocą 1971 – 1972“) (Париж)
- 1980 „Дневник писан нощем 1973 – 1979“ (на полски „Dziennik pisany nocą 1973 – 1979“) (Париж)
- 1983 „Пътуване до Бирма“ (на полски „Podróż do Burmy“) (Лондон)
- 1984 „Дневник писан нощем 1980 – 1983“ (на полски „Dziennik pisany nocą 1980 – 1983“) (Париж)
- 1986 „Пръстенът“ (на полски „Pierścień“) (Неапол)
- 1988 „Кулата и други разкази“ (на полски „Wieża i inne opowiadania“) (Издателство „W drodze“, Познан)
- 1989 „Дневник писан нощем 1984 – 1988“ (Варшава)
- 1993 „Дневник писан нощем 1989 – 1992“ (Варшава)
- 1995 „Венециански портрет. Три разказа“ (на полски „Portret wenecki. Trzy opowiadania“) (Люблин)
- 1997 „Дон Илдебрандо: разкази“ (на полски „Don Ildebrando: opowiadania“) (Варшава)
- 1997 „Горещият дъх на пустинята“ (на полски „Gorący oddech pustyni“) (Варшава) – финалист за присъждане на литературната награда Нике 1998
- 1999 „Бялата нощ на любовта“ (на полски „Biała noc miłości“) (Варшава)
- 2000 „Надницата на клисаря“ (на полски „Podzwonne dla dzwonnika“) (Варшава)
- 2000 Най-краткият пътеводител из самия себе си“ (на полски „Najkrótszy przewodnik po sobie samym“ (Краков)
- 2005 Гробищен пътешественик (на полски „Wędrowiec cmentarny“ (Варшава)
- 2007 Библейската възраст и смъртта (на полски „Wiek biblijny i śmierć“ (Краков)

Много от книгите на автора са преведени на френски от Thérèse Douchy и са публикувани във Франция.